# Outrup
Outrup (eller Ovtrup) er en stationsby omkring Nebelbanen med 1.015 indbyggere  (2024), cirka 15 km nordvest for Varde.
I byen findes Outrup Kirke og Outrup Station. Cirka 1 km sydvest for byen ligger Outrup Speedway Center, hjemsted for Outrup Speedwayklub.
Sekundærrute 181 udgør byens centrale færdselsåre.
Den kendte kunstmaler Otto Frello blev født i Outrup, og en gruppe frivillige fra byen er i gang med at opføre flere af hans malerier som gavlmalerier.
- Outrup Kirke
- Den nordligste af de to "Høje ved Rottarp" ved Lundtangvej, cirka 1½ km syd for byen.